# Karronade
En karronade er en kort, glatløbet kanon med en stor kaliber, udviklet for Royal Navy af det skotske jernstøberi Carron Company i slutningen af 1700-tallet. Hovedanvendelsen var til nærkamp, især mod andre skibes besætninger. Karronaden kunne til dette formål lades med skrå eller kardæsk. I Norge blev karronader produceret af Moss Jernverk. Karronaden gik gradvist ud af brug i midten af 1800-tallet, men brugtes så sent som under den amerikanske borgerkrig (1861–1865).